# Дембець (Нижньосілезьке воєводство)
Дембець (пол. Dębiec, нім. Dammitsch) — село в Польщі, у гміні Шцинава Любінського повіту Нижньосілезького воєводства.
Населення — 120 осіб (2011).
У 1975-1998 роках село належало до Легницького воєводства.

## Демографія
Демографічна структура станом на 31 березня 2011 року:
|          | Загалом | Допрацездатний вік | Працездатний вік | Постпрацездатний вік |
| -------- | ------- | ------------------ | ---------------- | -------------------- |
| Чоловіки | 51      | 14                 | 35               | 2                    |
| Жінки    | 69      | 14                 | 45               | 10                   |
| Разом    | 120     | 28                 | 80               | 12                   |